# Даниел Вачков
Даниел Христов Вачков е български историк, доктор по история (1998), професор (2021), директор на Института за исторически изследвания при Българската академия на науките (2017-) и преподавател в Националната гимназия за древни езици и култури в София (1994-).

## Биография
Роден е на 4 септември 1964 г. в София. През 1990 г. завършва история в Софийския университет „Климент Охридски“, след което специализира в Европейския университетски център в Нанси. През 1998 г. защитава докторат в Института за исторически изследвания към БАН с дисертация на тема „България в Обществото на народите 1920 – 1939: Финансово-икономически отношения“.
Остава да работи в института, като през 2012 – 2017 г. е негов научен секретар, а от 2017 г. е директор. Работи главно в областта на стопанската и социална история на България през XX век. През 2017 г. е главен редактор на Bulgarian historical review. През 2021 г. му е присъдена титлата „професор“. Говори френски, руски и английски език.
От 1994 г. е преподавател по история в НГДЕК.
Научните му интереси обхващат българската и общата икономическа, финансова и социална история на XX век.
Има един син от историчката Веселина Вачкова - Христиан.

## Публикации
Индивидуални монографии
- Аварии и катастрофи. Хроника на социалистическата индустриализация. София, изд. Сиела, 2018, 214 с. ISBN 978-954-28-2486-2

Колективни трудове
- Българският външен дълг 1944 – 1989. Банкрутът на комунистическата икономика. (в съавторство с Мартин Иванов), изд. Сиела, С., 2008, 256 с. ISBN 978-934-28-0307-2
- История на външния държавен дълг на България 1878 – 1990 г. (в съавторство с Мартин Иванов и Цветана Тодорова). Българска народна банка. Т. II, С., 2009. 232 (944), ISBN 978-954-8579-18-6
- История на Народна република България. Режимът и обществото. (в съавторство с Александър Везенков, Мартин Иванов, Михаил Груев, Иван Еленков и др.), Сиела, С., 2009, 716 с. ISBN 978-954-28-0588-5</
- История на България 1919 – 1944, т. IX, (под общата редакция на акад. Г. Марков). София, Институт за исторически изследвания при БАН, Тангра Танакра ИК, 2012, 839 с. ISBN 978-954-2903-08-6

Студии и статии
- Българската политика на страниците на парижкия всекидневник „Тан“ (август 1914-октомври 1915 г.), В: Исторически преглед, кн.1/1994-1995, 137-162. ISSN 0323-9748
- Българският стабилизационен заем от 1928 година В: Исторически преглед, кн.4/ 1994-1995, с.25-52. ISSN 0323-9748
- Проблемът за българските бежанци пред Обществото на народите (1923-1925), В: Македонски преглед, кн.3, 1998 г. 21-40, ISSN 0861-2277
- Българският външен дълг в периода на голямата икономическа криза (1929-1934), В: Исторически преглед, кн. 5-6 1998, 78-108; ISSN 0323-9748
- Контактите на деветнадесетомайския режим с международните финансови среди. В: Минало, кн.3/1998 г 55-64. ISSN 1310-3415
- Oтношенията на България с международните финансови среди през втората половина на 30 те години на XX век В: Известия на държавните архиви, кн. N: 73, 1999 г., 3-18. ISSN 0323-9780
- Опити за финансово-икономическо възстановяване на България след Първата световна война (1920-1923), В: BHR, кн.1-2, 2000, 56-83 (Des essais de rétablissement financier et économique de la Bulgarie après la Première guerre mondiale (1920-1923). ISSN 0204-8906
- Външният държавен дълг ( съавторство с Цв. Тодорова) В: България през двадесети век, С. 1999, 366-380. ISBN:954-528-146-4.
- Антиинфлационната политика на БЗНС в периода на самостоятелното му управление; В: История, 1-2, 2003, 102 – 109, ISSN: 0861-3710
- Проблемът за външния държавен дълг и изпълнителната власт; В: 120 години изпълнителна власт в България, С. 1999, 202-210. ISBN: 954-9943-05-4
- Интересен документ на Политбюро на ЦК на БКП за външния дълг на България през 70- те години; В: Известия на държавните архиви, кн. 77; 2000; 63-71. ISSN: 0323-9780
- Значението на финансово- икономическото възстановяване на Европа за укрепването на мира; В: Двадесетият век. Опит за равносметка, С., 2003, 271 – 281; Meждународна научна конференция 20 век. ISBN 954-07-1901-5
- Външният държавен дълг и националната сигурност от Освобождението до наши дни; В: Синергетична парадигма на националната сигурност, С., 2001, 145-154. Международна юбилейна конференция “Синергетиката- нова парадигма на сигурността”. ISBN: 954-494-464-8
- Идеи в българското общество за федеративно изграждане на Европа и света (1916- 1919); Исторически преглед кн. 5-6, 2000, 297-317; ISSN 0323-9748
- Българският външен дълг през Втората световна война 1939-1945 (в съавторство с М. Иванов)- Исторически преглед кн. 3-4, 2001 г.; 92-116; ISSN 0323-9748
- Проблемът за натуралните контрибуции, наложени на България след Първата световна война, Минало, 2002, кн.1; 53-61. ISSN: 1310-3415
- Съветското решение на проблема с българския външен дълг от края на 70-те години на XX век – В: Русия и България между филството и фобството. Материали от научните конференции „Русия и Европа през XX век“ и „Русия в българската история“. CD. Изд. „ИФ-94“, Сдружение „Анамнезис“, 2009, ISBN 978-954-9445-09-1
- Изпълнението на финансово- икономическите клаузи на Съглашението за примирие с България от 28 октомври 1944 г. – В: Исторически преглед, 2004, 1-2; 129 – 154; ISSN 0323-9748
- Уреждането на финансовите задължения между България и Германия, формирани през Първата световна война – В: Сборник в памет на Радослав Попов. С., 2005, 185-196. ISBN 954-430-989-6
- Determination des clauses financières et économiques du Traité de paix de Paris avec la Bulgarie du 1947 et ses conséquences pour l’ économie bulgare de l’ après guerre. – В: BHR – на френски език 2003, 3-4, 77-106. ISSN 0204-8906
- Живков и проблемите на българското икономическо развитие – В: Историята, бр. 2, 2007, 17-19.
- Тенденции в изследванията върху стопанското развитие на България за периода от Освобождението до 1944. Доклад от Конференцията „Предизвикателствата на промяната. Българската историография след 1989 г.“, 10-11 ноември 2004, С. Изд. Софийски университет „Св. Кл. Охридски“, 2006 г. 209-218. ISBN 10:954-07-2439-2
- Българската икономика и войните на XX век – В: Разум, 3-4, 2005, 179-202. ISSN 1312-1146
- Външните задължения на България в условията на извършващите се икономически, финансови и търговски промени в социалистическата общност (1964 – 1973 г.) – В: Преломни времена. Юбилеен сборник в чест на 65-годишнина на професор Любомир Огнянов. С., 2006, 736-752 ISBN 10:945-07-2429-4
- Българският външен дълг в годините на следвоенното възстановяване (1947 – 1953) – Известия на държавните архиви, N:93, 2007, 32-51. ISBN: 0323-9780
- Първата дългова криза на България в периода на социализма (1956 – 1966) – Историческо бъдеще, 2006/1-2, 141-164. ISSN 1311- 0144
- Българският външен дълг в годините на Петролната криза (1973-1980) – Исторически преглед, 2006, кн. 5-6, 110-139. ISSN 0323-9748
- Андрей Ляпчев и финансовото възстановяване на България след Първата световна война – В: Андрей Ляпчев. Изкуство, култура и политика. С., 2006, 89-100. ISBN 978-954-91697-8-2
- Задграничните български дружества – опит за модернизиране на външната търговия или начало на тайно източване на държавните финанси – В: Историята – професия и съдба. В чест на член-кореспондент д.ист.н. Георги Марков. Изд. Тангра Танакра, С. 2008, 595-604. ISBN 978-954-378-025-9
- Българите и французите (в съавторство). София, Тангра Танакра ИК, 2011, 177-218.
- La Bulgarie et les problemes financiers de la communaute des pays socialistes. In: Divinatio, 27/2008, 127-136. (България и финансовите проблеми на социалистическата общност), ISSN 1310-9456
- Българските държавни финансови институции и кризата около обявяването на независимостта. – В: Независимостта на България 1908 г. – поглед от XXI век. София, Институт за исторически изследвания, 2010, 97-106. ISBN 978-954-2903-02-4
- Иван Евстратиев Гешов и развитието на финансовата система в България. В: Годишник. Род, семейство, отечество. Регионален исторически музей – Пловдив. Пловдив, 2009, 18 – 22. ISSN 1311 – 9133.
- Един французин в съдбата на българските бежанци – Комисарят на ОН за България Рене Шарон. В: Известия на старозагорския исторически музей. Том. IV, Стара Загора, 2011, 151-155.
- Краят на Втората световна война – сепаративен мир или капитулация. – В: Един завет, 2010, бр. 2 (71), 21-24. ISSN 0861-8151
- Пътят на комунистическата партия към властта (1939 – 1944). В: НРБ от началото до края. София, Сиела, 2011, 35-58. ISBN 978-954-28-0896-1
- България под сянката на Сталин. В: НРБ от началото до края. София, Сиела, 2011, 59-90. ISBN 978-954-28-0896-1
- България в годините на класическия сталинизъм. В : НРБ от началото до края. София, Сиела, 2011, 115-121. ISBN 978-954-28-0896-1
- Изграждане на структурите на комунистическа икономика в България. В: НРБ от началото до края. София, Сиела, 2011, 122-144. ISBN 978-954-28-0896-1
- Курс към ускорено икономическо развитие и опити за реформиране на икономическия модел. В: : НРБ от началото до края. София, Сиела, 2011, 284-291. ISBN 978-954-28-0896-1
- Представите за икономиката на НРБ като източник на носталгия по комунизма. В: Българският комунизъм. Дебати и интерпретации. София, Център за академични изследвания, 2013, 38-54. ISBN 978-954-320-434-2
- Интелектуалците и определянето на стопанската политика на България през 20-те години на XX век. Сборник от международна конференция на тема: «Интелектуалците и/в политиката». Нов български университет – 9 с. http://ebox.nbu.bg/profesorgenov/view_lesson.php?id=23
- The changeover in Bulgaria in 1947 as a form of financial repression. (Паричната обмяна в България през 1947 г. – форма на финансова репресия.) – Remembrance in Time. Volume 1, Brasov, Transilvania University Press of Brasov, 2012, 167-170. ISBN 978-606-19-0130-2
- Българските финанси и изпитанията на войните от 1912-1913 г. Военноисторически сборник, 4/2012, 53-56. ISSN – 0204-4080
- Les finances bulgares durant les annees des guerres balkaniques. BHR, 1-2; 2014, 122-137 ISSN 0204-8906
- Финансиране на българската индустрия в посткризисния период 1934-1939 г. По примера на Банка „Български кредит“ – В: Известия на регионален исторически музей Габрово – т. I. 2013, Велико Търново, изд. Фабер, 2015, 158-171. ISSN 2367-783X
- Социалистическата наука в търсене на решения на финансово-икономическите проблеми на България. Примерът с външния държавен дълг. – В: Образованието в социалистическа България – между традицията и комунистическата идеология. Проект „Преживяно минало“ том I, Велико Търново, изд. Фабер, 2015, 136-142. ISBN: 978-619-00-0253-6
- Финансово-икономическите аспекти на проблема с българските бежанци след Балканските войни. В: „100 години от Балканските войни“. Международна научна конференция 11 ноември 2013, София, Българска академия на науките. Институт за исторически изследвания, 2015, ISBN 978-954-2903-17-8; 141-151; Financial and economic aspects of the problem concerning Bulgarian refugees after the Balkan wars. 470-479.
- Икономиката през Първата световна война. Проекции в икономическите политики на българските правителства в първите следвоенни години (1919-1925) – В: Първата световна война: Памет на поколенията. Сборник. Със съдействието на Министерството на образованието. Издателство „Ан-Ди”, София, 2014, ISBN: 978-954-92709-6-9, с. 43-61.
- Чудовищното в българския политически живот. Оранжевата гвардия в действие 1920-1923 г. – В: Studia Balcanica, 31, Mirabilia: Чудеса и чудовища. София, 2016; 393 – 404. ISBN 978-619-7179-05-7
- Приносите на Иван Евстратиев Гешов за реформирането на данъчната система в България. В: Годишник. Иван Евстратиев Гешов – държавник, общественик, учен, меценат на българската наука и култура. Пловдив, 2014, 78-84. ISSN – 1311 – 9133.
- Паричната обмяна в България през 1947 г. – форма на финансова репресия – В: Епохи, Година XXI, 2013, кн. 2 (2014). Велико Търново, 2014, 105-111. ISSN 1310-2141
- Финансовите разходи на България за военната защита на Съединението. В: Годишник на РИМ Пловдив, 2015, Съединението на България от 1885 г. 130 години по-късно. Пловдив, 2015, 110-116. ISSN-1311-9133;
- Финансовото подсигуряване на участието на България в Първата световна война. В: Първата световна война на Балканите и встъпването на България в нея (1914-1915). Сборник доклади от международна научна конференция 13-16 октомври 2015. София, Институт за исторически изследвания, Военна академия „Георги Стойков Раковски“; Македонски научен институт, 2017, 159-165. ISBN 978-954-2903-28-4
- Банковата криза в България и появата на Банка „Български кредит“ 1934 г. В: Проучвания по стопанска история и история на социално-икономическата сфера в Юго-Западна България. Благоевград, 2015, 58-69. ISBN 978-954-00-0019-0
- Позицията на България относно ценообразуването в търговията между държавите от СИВ. – Известия на държавните архиви, бр. 107, 2016, 30-38. ISBN: 03239780
- Бежанският въпрос в следосвобожденската история на България – финансово-икономически аспекти. Списание на БАН, 1/2016; 28-33. ISSN 0007-3989.
- Документален сборник „Българите и Голямата война“. София, 2016, 28 – 64. ISBN 978-954-2903-24-6
- Македонските бежанци и тяхното настаняване в България – финансово-икономически аспекти на проблема (1878 – 30 години на XX век) – Македонски преглед, 2016, кн. 1, 7-18. ISSN 0861-2277
- Проф. Никола Стоянов – финансовият експерт на България. – Македонски преглед 2017, кн. 2, 53-62. ISSN 0861-2277
- „Големият скок напред“ в българската икономика и част от неговите последици – индустриалните аварии и катастрофи. История, религия, медии. Юбилеен сборник в чест на Горан Благоев. София, изд. Книгопис, 2017, 163-174. ISBN 978-619-7067-72-9
- Интегрирането на българските бежанци в стопанския живот на страна в периода между двете световни войни – Национална научна конференция „Българските бежанци в Бургас и региона 1878 – 1945 г.“. Бургас, 27-29 септември 2017. , Фабер, 2018, 62-73. ISBN 978-619-00-0709-8
- Preface – G. Demeter. Essays on Ottoman Modernization. Industrialization, Welfare, Military Reform. Institute for Historical Studies, BAS; Institute of History, HAS, Sofia, 2017, 9-10. ISSN 2535-0757.
- Нови регионални стопански изследвания и техният принос за историческата наука – В: Сборник с материали от конференцията „Музейни летописи – 90 години организирано музейно дело – град Хасково“ – научна конференция гр. Хасково – 19-20 ноември 2017, Хасково, 2018, 104-111. Без ISBN?

Отзиви и рецензии
- ДРУГАТА БЪЛГАРИЯ. Документи за организациите на българската политическа емиграция 1945-1989 г. София, Анубис, – BHR, 3-4, 2001, 220-223 ISSN 0204-8906
- Румен Аврамов, Стопанският XX век на България, С., 2001, В: Ист. Пр., кн. 1-2, 2002, 242-244. ISSN 0323-974
- Йорданка Гешева, Държавната институция Велико народно събрание 1879- 1911 г. Исторически аспекти, изд. Иврай, София, 2001, 320 с. – В: Минало 2/2002, 95-96. ISSN 1310-341
- Мартин Иванов. Реформаторство без реформи. Политическата икономия на българския комунизъм 1963-1989. изд. Сиела, С., 2008, 315 с. – В: BHR 3-4, 2008, 244-248
- Ottoman diplomatic documents on the origins of world war one. The road of Bulgarian independence. September 1908 – may 1909. Edited by Sinan Kuneralp and Gul Tokay. Center for ottoman diplomatic history. Istanbul. 2008, 305 p. – Исторически преглед, (5-6), 2008, 264-267. ISSN 0323-9748; BHR (под печат)
- Румен Аврамов. Пари и де/стабилизация в България 1948-1989. С., Сиела, 2008, 340 с. – В: Критика и хуманизъм, кн.29; 2/2009, 371-375. ISSN 0861-1718
- Димитър Луджев. Революцията в България 1989-1991. Книга 1. София, изд. „Д-р Иван Богоров”, 2008, 408 с. – Исторически преглед 2009, кн. (5-6), 229-234. ISSN 0323-9748

Съставителство и научна редакция
- Collegium Germania, т.III, 2003 г.
- Вайс, М., Международните отношения след 1945 г., изд. Кама, 2004 г.
- Мужел, Фр., История на Северна Европа през XX век, изд. Кама, 2005
- Сиринели, Ж.-Ф., Р. Вандебуш, Ж. Вавасьор-Деперие. История на съвременна Франция, изд. Кама, 2006
- Балканските войни 1912-1913. Памет и история. София, академично издателство „Проф. Марон Дринов“, 2012 г.
- Документален сборник. „Българите и Голямата война“. София, 2016, ISBN 978-954-2903-24-6;

Учебна литература
- История и цивилизация, 9 клас, задължителна подготовка (в съавторство), София; Анубис, 2001
- История и цивилизация, 9 клас, профилирана подготовка (в съавторство), София, Анубис, 2001
- История и цивилизация. Тестове и задачи за профилирана подготовка, зрелостни и кандидатстуденстки изпити (в съавторство с Красимира Йончева). Изд „Д-р Иван Богоров”, С. 2007.
- История и цивилизации. 8 клас, задължителна подготовка (в съавторство с Христо Матанов, Б. Стоянов, К. Табакова, Ем. Карабоева), София, Анубис, 2017
- История и цивилизация. 7 клас. (в съавторство с Пл. Митев и Е. Михайлова). София, Просвета, 2018.
- Личности от Третото българско царство (в съавторство), София, Анубис, 2000
- Енциклопедичен речник по история. Светът и България 1900 – 2003, (в съавторство с Валери Колев), Еквус и Пост скриптум, С., 2004 г.